# پلامستد، نورفک
پلامستد (به انگلیسی: Plumstead) یک روستا و محله مدنی در بریتانیا است که در North Norfolk واقع شده‌است. پلامستد ۵٫۱۷ کیلومتر مربع مساحت و ۱۲۸ نفر جمعیت دارد.